# 奇異袋巨口魚
奇異袋巨口魚（学名：Photonectes mirabilis）为輻鰭魚綱巨口鱼目巨口鱼科的其中一種。分布於大西洋及中西太平洋海域，為深海魚類，體長可達16.4公分。

## 扩展阅读
維基物種上的相關：奇異袋巨口魚